# José Lemos
José Lemos Rodríguez (Salvatierra de Miño, 1 de febrero de 1962-21 de septiembre de 2023), más conocido como Pepe Lemos, fue un futbolista español que se desempeñaba como defensa.

## Clubes
| Club                  | País   | Año       |
| --------------------- | ------ | --------- |
| R. C. Celta de Vigo   | España | 1979-1986 |
| Real Valladolid C. F. | España | 1986-1992 |